# Exechiopsis cinctiformis
Exechiopsis cinctiformis är en tvåvingeart som först beskrevs av Stora 1941.  Exechiopsis cinctiformis ingår i släktet Exechiopsis och familjen svampmyggor.
Artens utbredningsområde är Madeira. Inga underarter finns listade i Catalogue of Life.